# Южный пуду
Южный пуду (лат. Pudu puda) — вид млекопитающих семейства оленевых.

## Описание
Длина тела 85 см, высота в холке 35—45 см, длина хвоста 8 см, длина рогов 7—10 см, масса 6,5—13,5 кг.
Вид имеет короткую, гладкую, от красновато-коричневого до тёмно-коричневого цвета шерсть, с чуть более светлым низом и ногами. Губы и внутренние части ушей оранжеватые. Телята пятнистые с белыми пятнами, вероятно, для маскировки. Животное имеет округлое тело и короткие ноги, что, как полагают, является адаптацией для скольжения через густые заросли бамбука и заросли. Глаза и уши маленькие, а хвост очень короткий. Самцы имеют короткие, простые шипообразные рога.
Вид распространён в нижней части Анд Чили и Аргентины. Населяет умеренный дождевой лес с густым подлеском и зарослями бамбука, которые предлагают хорошую степень укрытия от хищников. Тем не менее, южный пуду иногда выходит в более открытые места для питания. Этот вид встречается на высоких склонах гор до 1700 метров над уровнем моря, а также на меньших высотах и вдоль побережья.
Это одиночные животные, которые объединяются только во время сезона размножения — в апреле и мае. Пуду активен и днём, и ночью, но в основном в конце второй половины дня, вечером и утром, когда питается листьями, ветками, корой, побегами, плодами и семенами. Из-за своих небольших размеров, особи часто должны стоять вертикально на задних ногах или прыгать на упавшие стволы деревьев, чтобы достичь более высокой растительности.
Самки, как правило, рожают одного детёныша в год, с ноября по январь, после периода беременности около семи месяцев. Детёныш отлучается от матери в 2 месяца, достигает полных размеров в 3 месяца, и становится половозрелым в 6 месяцев для самок и от 8 до 12 для самцов. Потомство может оставаться со взрослой самкой в течение 8-12 месяцев, прежде чем стать независимым. Самый большая продолжительность жизни в неволе в зоопарке Роттердама составила 17,9 лет. Смертность в течение первого месяца жизни составляет 26 % как для самцов, так и для самок.

## Охрана
Основная угроза виду — уничтожение лесов для разведения скота, заготовки леса. Фрагментация среды и потеря за счёт перевода лесов в открытые земли и насаждения экзотических деревьев составляет большую проблему для выживания, такую же как гибель на автодорогах и в результате охоты. Другими угрозами являются ввоз чужеродных видов, таких как благородный олень (Cervus elaphus) из Европы, с которым пуду теперь приходится конкурировать за пищу. Домашние собаки могут также охотиться на этого небольшого оленя.
Вид включён в Приложение I Конвенции о международной торговле видами, находящимися под угрозой исчезновения. Это запрещает всю международную торговлю видом, но охота до сих пор является серьёзной угрозой. Популяция вида в Чили стабилизировалась из-за снижения темпов разрушения среды обитания. Популяции пуду существуют в ряде национальных парков. Международная программа разведения животных в неволе была разработана для вида, хотя нет никаких планов освободить выращенных в неволе особей назад в дикую природу.